# Збірна Аргентини з регбі
Збірна Аргентини з регбі — спортивна команда, що представляє Аргентину в міжнародних змаганнях за правилами Регбійного союзу. Команда відома як пуми. Це найсильніша збірна команда Південної Америки, і одна з найсильніших у світі. Свого найвищого місця у світовому рейтингу, третього, команда досягала у 2008 році.
Збірна Аргентини брала участь у всіх кубках світу з регбі. Її найвище досягнення — третє місце в кубку світу 2007.
На регіональному рівні команда не має гідних супротивників, тому довго домагалася допуску в один із щорічних міжнародних турнірів. На заваді стояла віддаленість Аргентини від інших регбійних центрів. З 2012 вона запрошена виступати в Регбійному чемпіонаті, турнірі, який раніше мав назву Турніру трьох націй.
Збірна Аргентини з регбі виступає у біло-блакитній смугастій формі із горизонтальними, а не вертикальними смугами, на відміну від збірної Аргентини з футболу. Емблемою команди є ягуар, однак її гравців традиційно називають пумами.
Більшість гравців збірної Аргентини — легіонери, й на клубному рівні виступають у Європі, в основному у Франції.

## Зовнішні посилання
- Офіційна вебсторінка Аргентинського регбійного союзу [Архівовано 31 січня 2011 у Wayback Machine.]